# Lonicera formanekiana
Lonicera formanekiana är en kaprifolväxtart. Lonicera formanekiana ingår i släktet tryar, och familjen kaprifolväxter.

## Underarter
Arten delas in i följande underarter:
- L. f. formanekiana
- L. f. hectoderma